# Margot Feist-Altenkirch
Margot Feist-Altenkirch (geb. Feist; * 24. Mai 1923 in Sternberg in der Neumark, Kreis Oststernberg; † 2011) war eine DFD- und SED-Funktionärin in der DDR.

## Leben
Margot Feist-Altenkirch, Tochter einer Arbeiterfamilie, besuchte die Volksschule und absolvierte eine Lehre als Kontoristin und Buchhalterin.  1945 wurde sie Mitglied der KPD und Sekretärin in der KPD-Kreisleitung Köthen. Mit der Zwangsvereinigung von SPD und KPD wurde sie 1946 Mitglied der SED und arbeitete als Leiterin der SED-Kreisparteischule in Brandenburg an der Havel. Von Januar bis Juni 1949 war sie als stellvertretende Leiterin des Büros des Sekretariats des SED-Landesvorstandes Brandenburg tätig. Nach dem Besuch der Parteihochschule wurde sie im Herbst 1949 als Nachfolgerin von Ernst Altenkirch 1. Sekretär der SED-Kreisleitung Brandenburg. Diese Funktion übte sie bis 1951 aus.

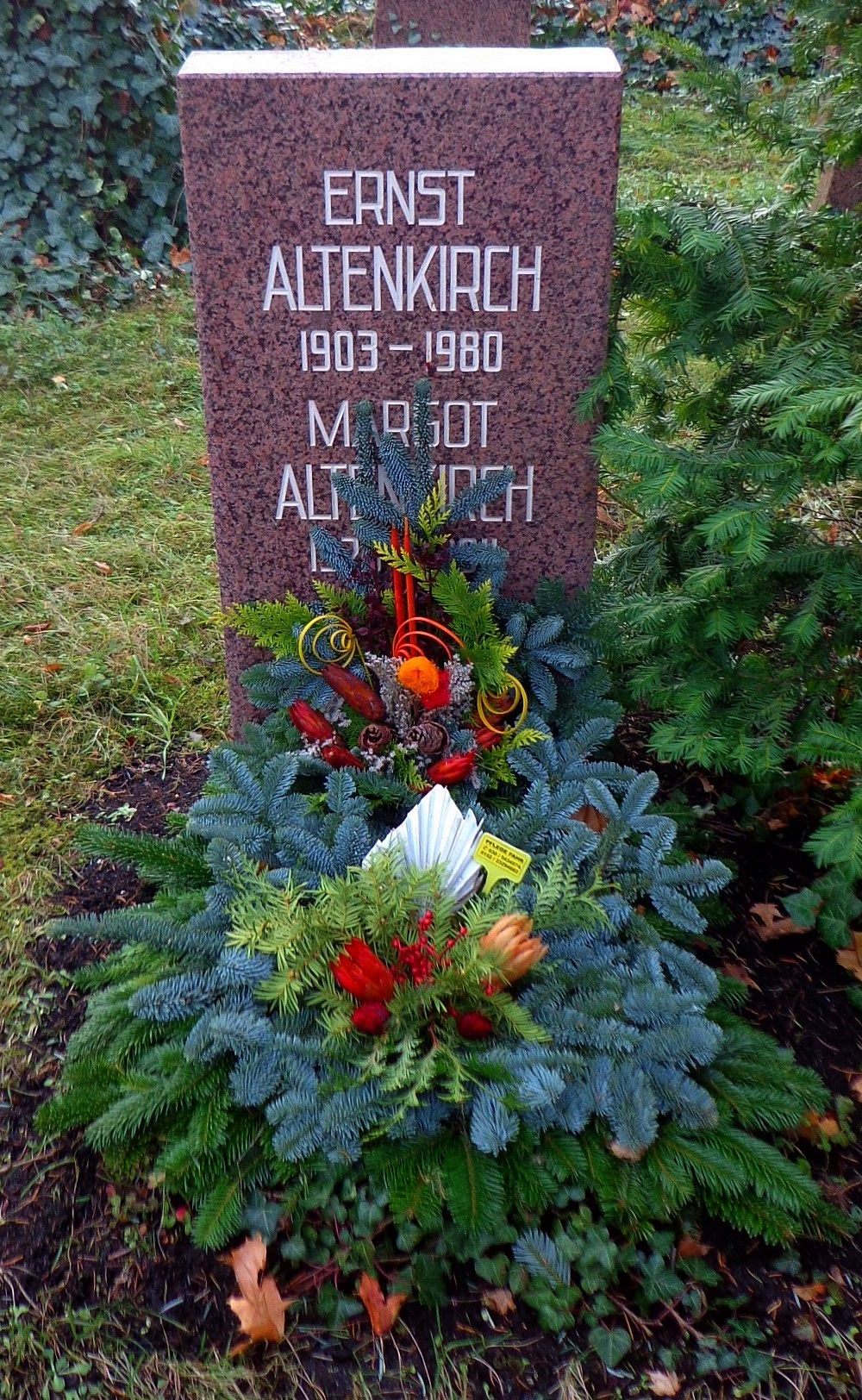
Grabstätte mit ihrem Mann

Am 27. April 1950 rückte sie für den Abgeordneten Friedrich Ebert im Brandenburger Landtag nach. Sie gehörte dem Brandenburger Landtag auch in der 2. Wahlperiode von November 1950 bis Juli 1952 an. Auf dem III. Parteitag der SED wurde sie im Juli 1950 zum Mitglied des Zentralkomitees der SED gewählt und blieb über zwölf Jahre bis zum VI. Parteitag im Januar 1963 Mitglied dieses Gremiums. 1951 bis 1953 war sie als 1. Sekretär der SED-Kreisleitung Berlin-Mitte tätig. Im Februar 1953 wurde sie zur stellvertretenden Bürgermeisterin des Stadtbezirkes Berlin-Mitte gewählt und 1954 zum 1. Sekretär der SED-Kreisleitung Berlin-Weißensee. Im Jahr 1956 wurde sie von dem bisherigen 2. Sekretär Rudi Tenk abgelöst und arbeitete dann als Redakteurin. Im Oktober 1959 wurde sie mit dem Vaterländischen Verdienstorden in Bronze ausgezeichnet. Von 1959 bis 1964 war sie Sekretärin des Bundesvorstandes des DFD. Als Mitarbeiterin der Hauptabteilung Musik im Staatlichen Komitee für Rundfunk beim Ministerrat der DDR erhielt sie im März 1974 die Clara-Zetkin-Medaille.
Margot Feist war seit den 1950er Jahren mit dem SED-Funktionär Ernst Albert Altenkirch verheiratet.
Sie starb 2011 und wurde in der Grabanlage Pergolenweg des Zentralfriedhofs Friedrichsfelde in Berlin beigesetzt.
Nicht zu verwechseln ist sie mit Margot Honecker, deren Mädchenname zufällig ebenfalls Margot Feist lautete. 